# فرسندییا
فرسندییا دهستانی در استان آبیلای اسپانیا است.
در این دهستان ۹۳ نفر زندگی می‌کنند. مساحت این دهستان ۲۴٫۵۲ کیلومتر مربع است.